# Markam
Markham, (chữ Tạng: སྨར་ཁམས་རྫོང་; Wylie: smar khams rdzong; ZWPY: Markam Zong; tiếng Trung: 芒康县; bính âm: Mángkāng Xiàn, Hán Việt: Mang Khang huyện) là một huyện của địa khu Qamdo (Xương Đô), khu tự trị Tây Tạng, Trung Quốc.

### Trấn
- Dát Thác (嘎托镇)
- Như Mỹ (如美镇)

### Hương
| - Khúc Tư Khải (曲孜卡乡) - Mộc Hứa (木许乡) - Chu Ba Long (朱巴龙乡) - Khúc Đăng (曲登乡) - Từ Trung (徐中乡) | - Bang Đạt (帮达乡) - Qua Ba (戈波乡) - Lạc Ni (洛尼乡) - Thố Ngõa (措瓦乡) | - Ngang Đa (昂多乡 - Tông Tây (宗西乡 - Mãng Lĩnh (莽岭乡 - Sách Đa Tây (索多西乡 |

### Hương dân tộc
- Hương dân tộc Nạp Tây/Naxi (纳西民族乡)